# Dungu (plaats)
Dungu is een stad in de Democratische Republiek Congo in de provincie Haut-Uele. Het is de hoofdplaats van het gelijknamige territorium Dungu. De stad telde volgens de laatste census in 1984 15.967 inwoners en in 2004 naar schatting 24.000 inwoners.
De stad ligt aan de samenvloeiing van de Dungu en de Kibali.
De bevolking bestaat voornamelijk uit Zande.
Dungu is een zetel van het rooms-katholieke bisdom Doruma-Dungu.